# جان تی چمبرز
جان تی چمبرز (به انگلیسی: John T. Chambers) (زاده ۲۳ اوت ۱۹۴۹) کارآفرین، بازرگان و مدیر ارشد اجرایی آمریکایی است، که اکنون به‌عنوان مدیر عامل اجرایی و رییس هیئت مدیره شرکت سیسکو سیستمز فعالیت می‌کند.